# Carlos Alberto Cunha
Carlos Alberto Cunha (ur. 21 maja 1959 w Santosie, zm. 10 listopada 2016 tamże) – brazylijski judoka. Olimpijczyk z Moskwy 1980, gdzie zajął dziesiąte miejsce w wadze półśredniej.
Złoty medalista igrzysk panamerykańskich w 1979, a także mistrzostw panamerykańskich w 1978 roku. 

## Letnie Igrzyska Olimpijskie 1980
| Konkurencja | Eliminacje           | Eliminacje             | Eliminacje             | Klas. końcowa |
| Konkurencja | Przeciwnik I         | Przeciwnik II          | 1/4                    | Miejsce       |
| ----------- | -------------------- | ---------------------- | ---------------------- | ------------- |
| 78 kg       | Michel Grant (SWE) Z | Thomas Hagmann (SUI) Z | Mircea Frățică (ROU) P | 10.           |